# Connellite
La connellite, est une espèce minérale composée d'hydroxy-chloro-sulfate de cuivre hydraté de formule : Cu19 Cl4 (SO4)(OH)32 3H2O. les cristaux peuvent atteindre 2,5 cm.

## Historique de la description et appellations

### Inventeur et étymologie
Découvert par Philip Rashleigh en 1802, il est décrit incomplètement en 1847 par Arthur Connell (1794-1863), chimiste écossais, auquel il sera dédié par l'inventeur James Dwight Dana en 1850.

### Topotype
Le topotype se situe à Carbis Bay, en Cornouailles, Angleterre.

### Synonymes
- Céruléofibrite (Edward F. Holden 1922) [7],[8]
- Footeite (G. A. Koenig) [9]

## Caractéristiques physico-chimiques

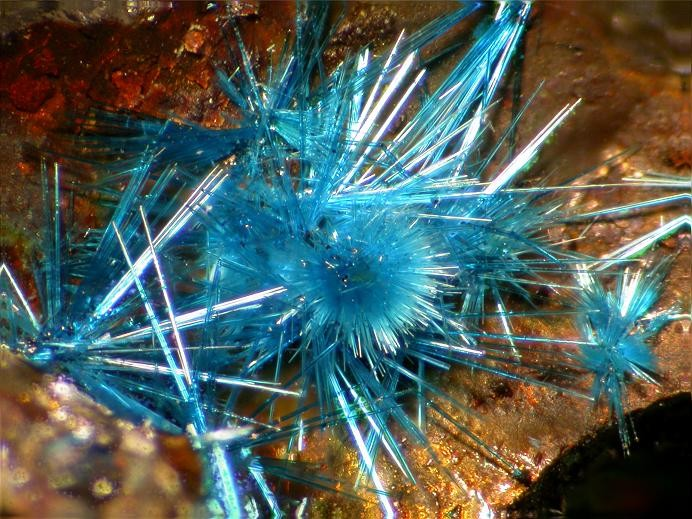
Un des habitus de la connellite : buissons d'aiguilles radiées, dont un est globuleux et d'aspect feutré

### Critères de détermination
La connellite forme souvent des cristaux fibreux, réunis en encroûtement massif ou en agrégats d'aiguilles radiées pouvant avoir une forme globuleuse et/ou un aspect feutré. Ces cristaux sont bleu azur à bleu, parfois tirant sur le vert, translucides, et à éclat vitreux. Les plans de clivage sont indistincts, et la fracture est conchoïdale. Vus au microscope polariseur analyseur, les cristaux de connellite sont de couleur bleue en lumière analysée.
C'est un minéral plutôt tendre (3 sur l'échelle de Mohs) et assez peu dense (densité mesurée variant entre 3,36 et 3,41). Ce minéral laisse un trait bleu pâle un peu verdâtre.
De prime abord, ce minéral peut être confondu avec de l'azurite, qui est moins fibreuse et produit une effervescence au contact de l'acide chlorhydrique, mais aussi avec la buttgenbachite et la cyanotrichite, minéraux indistinguables par des méthodes simples.

### Composition chimique
La connellite, de formule Cu19Cl4(SO4)(OH)32•3H2O , a une masse moléculaire de 2043,53 u. Elle est donc composée des éléments suivants :
| Éléments  | Nombre (formule)     | Masse des atomes (u) | % de la masse moléculaire |
| --------- | -------------------- | -------------------- | ------------------------- |
| Soufre    | 1                    | 32,06                | 1,57 %                    |
| Chlore    | 4                    | 141,81               | 6,94 %                    |
| Cuivre    | 19                   | 1 207,38             | 59,08 %                   |
| Hydrogène | 38                   | 38,30                | 1,87 %                    |
| Oxygène   | 39                   | 623,98               | 30,53 %                   |
|           | Total : 101 éléments | Total : 2043,53 u    | Total : 100 %             |

Cette composition place ce minéral :
- selon la classification de Strunz : dans la catégorie des halogénures (03), plus précisément des oxyhalogénures, hydroxyhalogénures et halogénures doubles apparentés (03.D), contenant notamment du cuivre, mais pas de plomb (03.DA) ;
- selon la classification de Dana : dans la catégorie des sulfates hydratés contenant un groupement hydroxyle ou un élément halogène (31), se présentant sous la forme (A+ B++)m (XO4)p Zq·x(H2O), avec un rapport m/p > 6/1 (31.01).

### Cristallochimie
la connellite forme une série avec la buttgenbachite (Cu19(NO3)2(OH)32Cl4·2H2O).

### Cristallographie
Le système cristallin de la connellite est hexagonal, de classe ditrigonale-dipyramidale.
Les paramètres de la maille conventionnelle sont {\displaystyle a} = 15,78 Å, {\displaystyle c} = 9,1 Å ; Z = 2 ; V = 1 962,39 Å3
La densité calculée a une valeur de 3,46 g cm−3.

## Gîtes et gisements

### Gîtologie et minéraux associés
Il s'agit d'un minéral secondaire rare formée par l'érosion et l'oxydation prolongée des gisements de cuivre. Il peut se former dans d'anciennes haldes. 
Les minéraux souvent associés à la connellite sont la cuprite, la spangolite, l'atacamite, la botallackite, la langite, la malachite, l'azurite.

### Gisements producteurs de specimens remarquables
- Algérie
  - Mouzaia, wilaya de Blida[11]
- Angleterre
  - Wheal Providence, Providence Mines, Carbis Bay, district de St Ives en Cornouailles
- Belgique
  - Vielsalm, arrondissement de Bastogne, Province de Luxembourg
- Italie
  - Mont Somma (complexe volcanique Somma-Vésuve), Naples, Campanie[12]
- Maroc
  - Mine d’Ightem, Bou Azzer, Province de Ouarzazate[13]